# Lê Minh Ngân
Lê Minh Ngân (sinh năm 1969) là chính trị gia người Việt Nam. Ông hiện giữ chức vụ Thứ trưởng Bộ Nông nghiệp và Môi trường.

## Xuất thân và giáo dục
Lê Minh Ngân sinh ngày 5 tháng 10 năm 1969, người dân tộc Kinh, không theo tôn giáo nào, quê quán tại xã Văn Hóa, huyện Tuyên Hóa, tỉnh Quảng Bình. Nay là xã Tuyên Hóa , tỉnh Quảng Trị
Ông có trình độ học vấn thạc sĩ ngành kinh tế.

## Sự nghiệp
Ngày 26 tháng 12 năm 1994, ông gia nhập Đảng Cộng sản Việt Nam, thành đảng viên chính thức vào ngày 26 tháng 12 năm 1995.
Ông có trình độ cao cấp lí luận chính trị Đảng Cộng sản Việt Nam.
Ông là Tỉnh ủy viên Tỉnh ủy Quảng Bình.
Ông từng giữ các chức vụ: Giám đốc Sở Tài nguyên và Môi trường tỉnh Quảng Bình, Phó Chủ tịch Ủy ban nhân dân tỉnh Quảng Bình.
Sáng ngày 24 tháng 6 năm 2016, tại kì họp thứ nhất Hội đồng nhân dân tỉnh Quảng Bình khóa 17 nhiệm kì 2016-2021, các đại biểu đã bỏ phiếu kín bầu ông Lê Minh Ngân, Giám đốc Sở Tài nguyên và Môi trường tỉnh Quảng Bình, giữ chức vụ Phó Chủ tịch Ủy ban nhân dân tỉnh Quảng Bình. Ba Phó Chủ tịch UBND tỉnh Quảng Bình khác là Nguyễn Xuân Quang, Trần Tiến Dũng, Nguyễn Tiến Hoàng (tái cử). Chủ tịch UBND tỉnh Quảng Bình là ông Nguyễn Hữu Hoài tái trúng cử.
Ngày 13 tháng 2 năm 2020, ông được được Thủ tướng Nguyễn Xuân Phúc điều động và bổ nhiệm giữ chức vụ Thứ trưởng Bộ Tài nguyên và Môi trường theo Quyết định số 243/QĐ-TTg.